# Hannicap Circus
Hannicap Circus è il primo album in studio da solista del rapper statunitense Bizarre, pubblicato nel 2005.

## Tracce
1. Public Service Announcement (Intro) – 0:26
2. Intro (featuring Young Miles) – 1:38
3. Gospel Weed Song – 3:35
4. Fuck Your Life (featuring Sindee Syringe) – 4:29
5. Fat Father (Skit) – 1:46
6. Let the Record Skip (featuring Young Miles) – 2:45
7. I'm in Love Witchu – 2:44
8. Rockstar – 3:01
9. Ghetto Music (featuring Swifty McVay, King Gordy, & stic.man) – 4:33
10. Life Styles (Skit) – 1:22
11. I'm So Cool – 4:18
12. Porno Bitches (featuring Devin the Dude, Big Boi & Kon Artis) – 4:38
13. Crush on You – 2:54
14. Bad Day – 5:08
15. I Need a Friend – 2:57
16. One Chance – 4:03
17. Hip Hop (featuring Eminem) – 4:31
18. Doctor Doctor (featuring Obie Trice & Dion) – 3:43
19. Coming Home (featuring Raphael Saadiq & Kuniva) – 3:46
20. Nuthin' at All (featuring D12) – 4:28